# Melechesh
A Melechesh (héber jelentése „tűzkirály”) egy izraeli black metal együttes, mely 1995-ben alakult Jeruzsálemben. Első nagylemezüket 1996-ban adták ki, azóta még öt stúdióalbum, három középlemez és egy demó jelent meg tőlük. A vallási hatóságokkal való konfliktusok miatt 1998-ban Amszterdamba tették át székhelyüket. 

## Tagok
- Ashmedi - éneklés, gitár, szitár, billentyűk, zongora (1995-)
- Moloch - gitár, saz, bindir, buzuki, háttér-éneklés (1995-)
- Lord Curse - dobok, ütős hangszerek (1995-1999, 2014-)
- Tsel - basszusgitár (2016-)

## Diszkográfia
Stúdióalbumok
- As Jerusalem Burns ... Al'Intisar (1996)
- Djinn (2001)
- Sphynx (2003)
- Emissaries (2006)
- The Epigenesis (2010)
- Enki (2015)